# Elefantgræs
Elefantgræs (Miscanthus) er en slægt med ca. 15 arter især fra Syd- og Sydøstasien. Mange af arterne (og deres sorter) dyrkes som prydgræs. En række af arterne anvendes også til energi- og fiberformål.
En ny anvendelse i Danmark er som erstatning for almindelig tagrør til stråtag, om dette bruges betegnelsen Tækkemiscanthus. Miscanthus har i Japan været anvendt til dette formål gennem flere hundrede år.
I Danmark kendes miscanthus under det danske navn elefantgræs, men siden Andersson i 1885  lavede den første beskrivelse, har der været tilknyttet over 80 forskellige synonymer.
I de senere år har der været iværksat mange projekter til at fastslå oprindelsen og taxonomien for miscanthus, i Europa har det primært været:
• Ib Linde-Laursen i Danmark 
• Jürgen Greef og Martin Deuter i Tyskland 
• Hodkinson et. al. i England 
Til trods for dette, er der stadig tvivl om visse dele af ”historien”, det skyldes bl.a. at miscanthusarterne ofte krydser med hinanden, med nye hybrider som resultat.
Miscanthus tilhører græsfamilien (poaceae). Den er udbredt i Sydøst Asien, gennem Kina, Japan og strækker sig ind i Polynesien med enkelte arter i Afrika. Den findes primært i tropiske og sub-tropiske områder, og gror i højder fra havets overflade op til 3000 m. højde
I dag findes miscanthus spredt ud over det meste af verden, primært gennem sin introduktion som prydplante i haver.
Til industrielle formål har interessen hidtil primært været koncentreret omkring genotypen Miscanthus x giganteus. Undersøgelser tyder på at der er tale om en krydsning af Miscanthus sinensis og Miscanthus sacchariflorus altså en hybrid. (M. sacchariflorus betegnes af nogle som en selvstændig art med navnet Triarrhena). M. x giganteus blev bragt til Danmark i 1935 af  plantesamler Aksel Olsen, der bl.a. grundlagde Geografisk Have i Kolding.
Til tækkeformål er det primært typer af Miscanthus sinensis der arbejdes med.

## Arter
Oversigt over beskrevne arter og andre arter:
| Beskrevne arter |

- Kinesisk elefantgræs (Miscanthus sinensis)
- Rødlig elefantgræs (Miscanthus purpurascens)
- Sølvelefantgræs (Miscanthus sacchariflorus)

| Andre arter |

- Miscanthus boninensis
- Miscanthus capensis
- Miscanthus floridulus
- Miscanthus intermedius
- Miscanthus junceus
- Miscanthus nepalensis
- Miscanthus oligostachyus
- Miscanthus tinctorius
- Miscanthus violaceus